# سوهن
سوهن (به انگلیسی: Sohan) یک روستا در پاکستان است که در ناحیه جهلم واقع شده‌است.